# Karl-Heinz Klejdzinski
Karl-Heinz Klejdzinski (* 30. Januar 1934 in Oberhausen; † 16. Mai 2021) war ein deutscher Pädagoge und Politiker (SPD).

## Leben und Beruf
Nach dem Besuch der Volksschule absolvierte Klejdzinski eine Ausbildung zum Bundesbahnjungwerker, die er mit der Gehilfenprüfung abschloss. Anschließend arbeitete er bei der Deutschen Bundesbahn. 1952 hatte er sich der Gewerkschaft der Eisenbahner Deutschlands (GdED) angeschlossen. Neben seiner beruflichen Tätigkeit besuchte er das Abendgymnasium, an dem er auf dem zweiten Bildungsweg die Abiturprüfung bestand. 1956 wechselte er zur Bundeswehr, war zunächst Soldat auf Zeit und wurde später Offizier der Reserve.
Klejdzinski nahm 1968 ein Studium der Erziehungswissenschaften auf, das er 1971 mit dem ersten und 1973 mit dem zweiten Staatsexamen für das Lehramt an Grund- und Hauptschulen beendete. Er bestand 1972 die Prüfung zum Diplom-Pädagogen, war seit 1975 als wissenschaftlicher Mitarbeiter tätig und hatte sich der Gewerkschaft Erziehung und Wissenschaft (GEW) angeschlossen. 1980 promovierte er mit der Arbeit Der Zusammenhang von Wissensstruktur und Lernstruktur: Ein Grundproblem in Bezug auf Einrichtung und Ausstattung von naturwissenschaftlichen Fachräumen zum Dr. phil.

## Politische Tätigkeiten
Klejdzinski trat 1960 in die SPD ein und wurde später zum stellvertretenden Vorsitzenden des SPD-Unterbezirks Coesfeld gewählt. Von 1975 bis 1984 war er Kreistagsmitglied des Kreises Coesfeld. Dem Deutschen Bundestag gehörte er von 1980 bis 1990 sowie vom 30. Oktober 1992, als er für die ausgeschiedene Abgeordnete Heike Niggemeyer nachrückte, bis 1994 an. Klejdzinski war stets über die Landesliste Nordrhein-Westfalen ins Parlament eingezogen. Des Weiteren war er Mitglied der Parlamentarischen Versammlung des Europarates und der Westeuropäischen Union (WEU). Dort war er von 1989 bis 1991 Vorsitzender des Haushaltsausschusses.

## Ehrungen
- 1986: Verdienstkreuz am Bande der Bundesrepublik Deutschland